# Дяченко Анатолій Миколайович (актор)
Анатолій Миколайович Дяченко (нар. 20 березня 1959, Київ — 13 липня 2005, Київ) — український актор театру та кіно, телеведучий, шоумен.

## Біографія
Народився 20 березня 1959 року в Києві (Українська РСР). Закінчив Київський театральний інститут. Служив у Хабаровську в ансамблі пісні і танцю.
Був одним з учасників гумористичного клубу «Золотий гусак» (телепередача виходила на телеканалі «Інтер» та на «Першому національному телеканалі», після загибелі Дяченка також виходила на телеканалі «Прямий»), у 2000 році вів телепередачу «З пивом по життю» на «Новому каналі» (перед цим, у 1999 році її вів Юрій Горбунов). Також був ведучим програми «3х4. Найкумедніше домашнє відео» (виробництво програми: Виробнича телевізійна студія «Пілот») на телеканалі «ICTV» (1997—1999) та «Новому каналі» (2000—2005), а після загибелі Дяченка програму вів Геннадій Попенко.

Могила Анатолія Дяченка, Байкове кладовище

Жив в Києві. 13 липня 2005 року у Анатолія Дяченка, який перебував за кермом автомобіля, стався фатальний серцевий напад, що спричинило серйозну автокатастрофу біля Вишгорода. Разом із Дяченком їхав актор Володимир Ямненко, який теж постраждав в аварії. Тіло Анатолія Дяченка було кремовано, а урну з прахом поховано на Байковому кладовищі (10 колумбарна ділянка, 2 ряд, 50°24′56.64″ пн. ш. 30°30′12.03″ сх. д. / 50.4157333° пн. ш. 30.5033417° сх. д.). У 2019 році померла мати актора Серафима Петрівна, її тіло було кремовано, а урну з прахом поховано поруч із прахом сина.

## Фільмографія

### Акторські роботи
- 1978 — Весільний вінок або одіссея Іванка
- 1988 — Острів скарбів
- 1990 — Імітатор
- 1990 — Сеніт зон
- 1991 — Круїз або розлучна подорож
- 1992 — Вишневі ночі
- 1992 — Сплачено наперед
- 1993 — Сад Гетсиманський (ТБ)  — слідчий Донець;
- 2001 — На полі крові. Aceldama;
- 2001 — Слід перевертня;
- 2001 — Вечори на хуторі біля Диканьки (ТБ) — Чуб, батько Оксани;
- 2002 — Нероби (серіал) — Миша;
- 2002 — Снігове кохання, або Сон у зимову ніч;
- 2002 — Лялька (серіал);
- 2003 — Право на захист (серіал);
- 2003 — Снігова королева — сніговик;
- 2003 — За двома зайцями (ТБ) — Коля Коров'як;
- 2003 — Жіноча інтуїція — Анатолій Миколайович (також був сценаристом фільму);
- 2004 — Королева бензоколонки 2 (ТБ) — Панас Петрович;
- 2004 — Сорочинський ярмарок (ТБ) — Черевик;
- 2004 — Між першою і другою;
- 2004 — Убий мене! Ну, будь ласка (ТБ)
- 2005 — Золоті хлопці (серіал) — кухар Оскар;
- 2005 — Весела хата (серіал);
- 2006 — Утьосов пісня завдовжки з життя (серіал) — Шпінглер

### Озвучування
Українською мовою:
- Абетка — читає текст (озвучення, Студія ТВ+)
- Анекдоти — читає текст (озвучення)

Російською мовою:
- Команда Діг — (російське озвучення, Борисфен-С)
- Нероби — читає текст (російське озвучення, Studio Bayrak)

### Режисура
- 1988 — Поразка після перемоги